# Courcerac
Courcerac ist eine französische Gemeinde mit 311 Einwohnern (Stand: 1. Januar 2022) im Département Charente-Maritime in der Region Nouvelle-Aquitaine (vor 2016: Poitou-Charentes). Courcerac gehört zum Arrondissement Saint-Jean-d’Angély und zum Kanton Matha. Die Einwohner werden Courceracais und Courceracaises genannt.

## Geographie
Courcerac liegt etwa 82 Kilometer ostsüdöstlich von La Rochelle in der Saintonge. An der westlichen und später an der südöstlichen Gemeindegrenze verläuft das Flüsschen Saudrenne und mündet in die Antenne. Umgeben wird Courcerac von den Nachbargemeinden Blanzac-lès-Matha im Norden, Matha im Nordosten, Prignac im Osten und Südosten, Le Seure im Süden und Südosten, Migron im Süden und Südwesten sowie Aujac im Westen.

## Gemeindegliederung
Neben dem Hauptort Courcerac gibt es noch folgende Weiler: La Fraguée, Le Gravier, La Ferouze, Bardon und La Fontaine.

## Bevölkerungsentwicklung
| Jahr                       | 1962 | 1968 | 1975 | 1982 | 1990 | 1999 | 2006 | 2017 |
| Einwohner                  | 287  | 244  | 270  | 274  | 262  | 254  | 275  | 296  |
| Quellen: Cassini und INSEE |      |      |      |      |      |      |      |      |

## Sehenswürdigkeiten
- Kirche Saint-Romain, erbaut im 12. Jahrhundert (siehe auch: Liste der Monuments historiques in Courcerac)
- Schloss Bardon mit Mühle und Taubenschlag

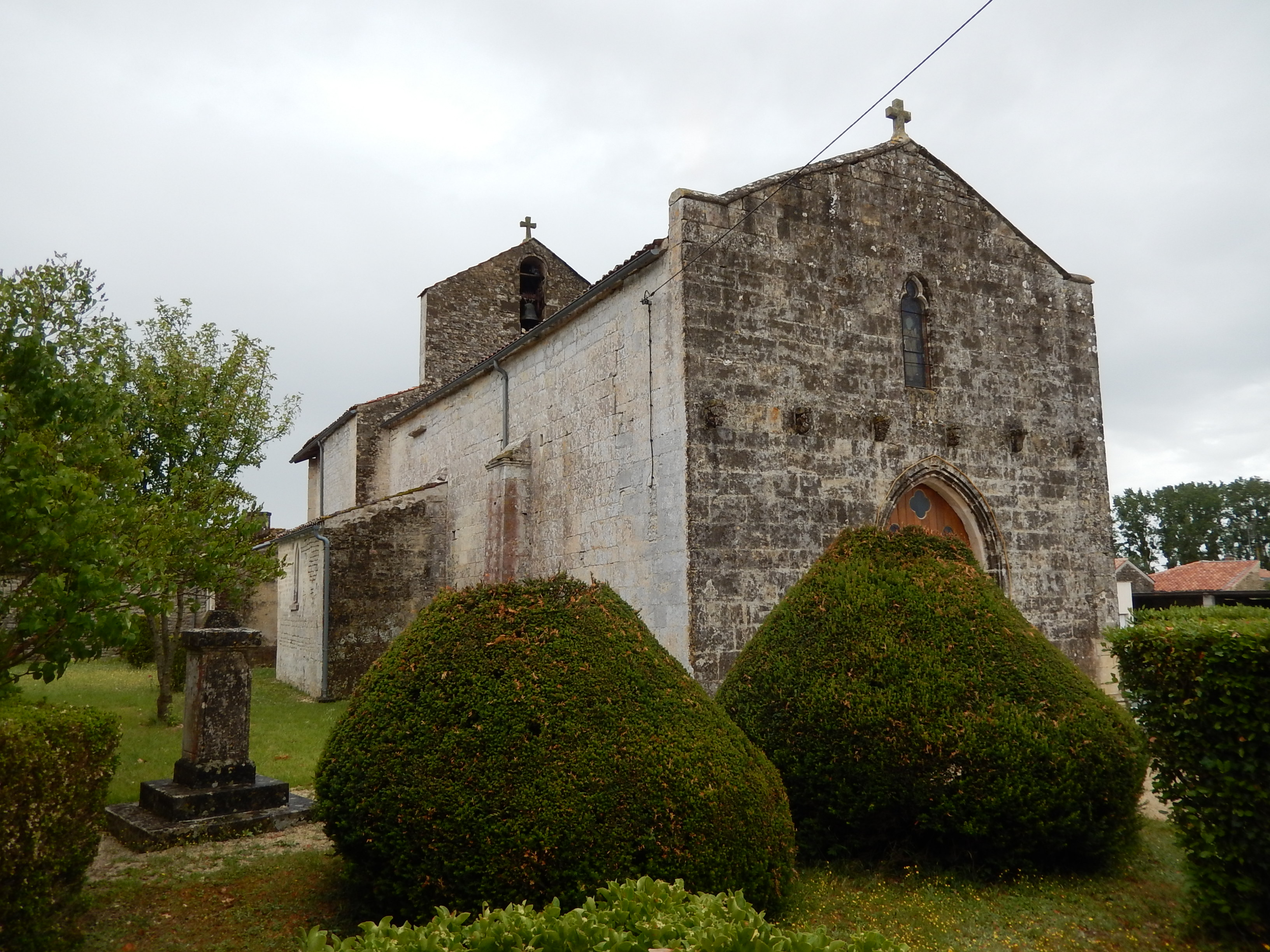
Kirche Saint-Romain